# Capital City Street Railway

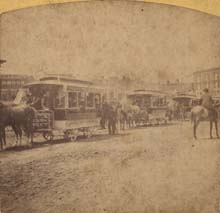
Pferdebahnwagen der Capital City Street Railway in den 1880er Jahren

Die Capital City Street Railway (deutsch Hauptstadt-Straßenbahn), auch bekannt als Lightning Route (deutsch Blitzroute), war das erste stadtweite Straßenbahnsystem, das am 15. April 1886 in Montgomery, Alabama, eingerichtet wurde. Diese frühe Technologie wurde vom belgisch-amerikanischen Erfinder Charles Joseph Van Depoele entwickelt. Joseph Arthur Gaboury, ein französisch-kanadischer Unternehmer aus Quebec, war der Besitzer des Pferdebahnsystems, das auf Elektrizität umgestellt wurde. Eine Straßenbahnlinie endete im Viertel Cloverdale. Dieses frühe öffentliche Transportsystem machte Montgomery zu einer der ersten Städte, die ihre Wohngebiete im Stadtzentrum durch verkehrsgünstige Vorstadtentwicklung „entvölkerten“. Das System war genau 50 Jahre lang in Betrieb, bis es am 15. April 1936 in einer großen Zeremonie außer Betrieb genommen und durch Omnibusse ersetzt wurde.

## Rassentrennung

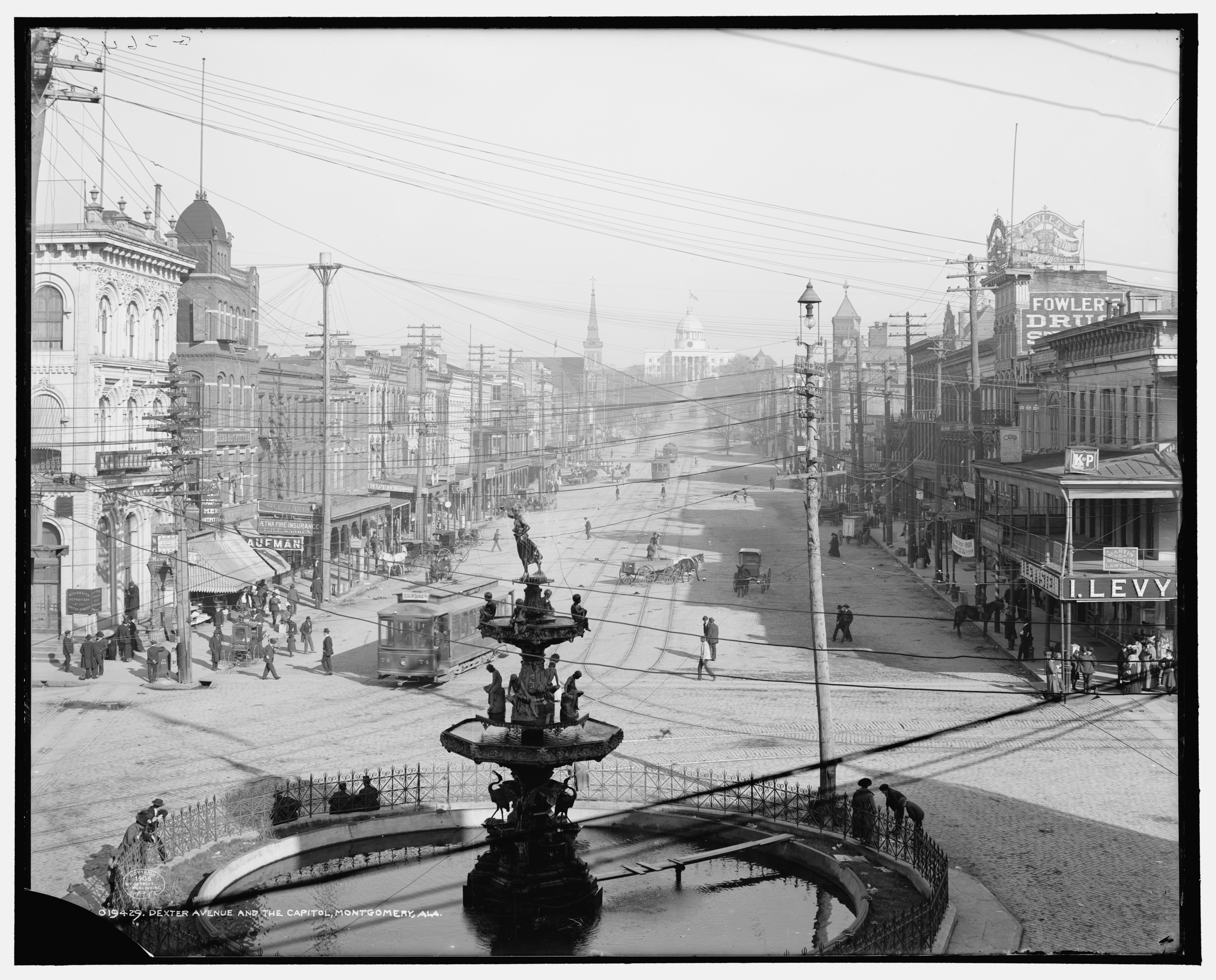
Blick über den Court Square, 1906

Auf der Grundlage dieses Systems wurde Anfang des 20. Jahrhunderts in Montgomery die Rassentrennung auf den Sitzplätzen eingeführt, die ab 1936 in den Stadtbussen fortgeführt wurde. Von 1900 bis 1902 gab es einen Boykott der Straßenbahnen von Montgomery, um gegen die Rassentrennung zu protestieren. Allerdings verabschiedete der Stadtrat 1906 den Montgomery Streetcar Act, der eine weitere Beibehaltung der Rassentrennung vorschrieb. Die Rassentrennung endete mit dem berühmten Busboykott von Montgomery, der von Rosa Parks initiiert und von Reverend Martin Luther King Jr. und E. D. Nixon angeführt wurde und vom 2. Dezember 1955 bis zum 20. Dezember 1956 andauerte.

## Kommunalisierung
1974 übernahm die Stadt Montgomery das Verkehrsunternehmen, das damals Montgomery Area Transit System (MATS) hieß. Seit dem hundertsten Jahrestag der Lightning Route im Jahr 1986 gab es verschiedene Initiativen, ein Stadtbahnsystem in Montgomery einzurichten. Anstelle der Stadtbahn verkehrt derzeit ein System von Touristentrolleys (Dieselbussen), bekannt als die Lightning Route Trolleys, in den historischen Vierteln der Stadt.